# 29. leden
29. leden je 29. den roku podle gregoriánského kalendáře. Do konce roku zbývá 336 dní (337 v přestupném roce). Svátek má Zdislava.

## Události

### Česko
- 1307 – Brněnští obyvatelé dostali významné privilegium - král Rudolf Habsburský jim v Chrudimi potvrdil, že v Čechách a na Moravě nemusí platit ze svého zboží jakékoliv clo.
- 1421 – Martin Húska zajat husity v Příběnicích. Húska kázal mezi zbytky sekty pikartů, byl pronásledován a nakonec s knězem Prokopem zajat hejtmanem Divišem Bořkem z Miletínka.
- 1440 – List mírný - dohody uzavřené na českém sněmu, zejména mezi rozhodnými kališníky, vedenými Hynkem Ptáčkem z Pirkštejna, a blokem tvořeným katolíky a konzervativními kališníky.
- 1845 – Zemský sněm vyhověl žádosti a schválil založení českého divadla v Praze.
- 2013 – Zemřela poslední oběť Metanolové aféry, která si v Česku vyžádala 47 obětí.

### Svět
- 0757 – An Lu-šan, vůdce povstání proti říši Tchang, který se prohlásil císařem státu Jen, je zavražděn vlastním synem An Čching-süem.
- 0904 – 119. římský papež Sergius III. se vrátil na papežský stolec, aby převzal úřad po svrhnutém vzdoropapeži Christopherovi.
- 1574 – Námořní bitva u Reimerswaal, kde admirál Boisot porazil španělské loďstvo
- 1587 – Nizozemská města Deventer a Zutphen se vzdala Španělům.
- 1676 – Fjodor III. Alexejevič se stal ruským carem.
- 1728 – Premiéra hry Johna Gay Žebrácká opera v Londýně s obrovským úspěchem
- 1886 – Karl Benz získal patent na první benzínem poháněný automobil.
- 1905 – Rusko-japonská válka: bitva u Sandepa skončila bez vítěze.
- 1942
  - Britové vyklidili přístav Benghází v Libyi.
  - Podepsáním Protokolu z Ria de Janeiro skončila peruánsko-ekvádorská válka. Území nárokované oběma zeměmi připadlo Peru.
- 1943 – Proběhla bitva u ostrova Rennell v Šalomounově moři.
- 1986 – Byl zvolen prezident Ugandy Yoweri Musevani.
- 2001 – Tisíce studentů protestovaly v Indonésii u parlamentu a dožadovaly se demise prezidenta Abdurrahman Wahida za korupční skandál.
- 2002 – Prezident USA George W. Bush ve své zprávě o stavu Unie označil Irák, Írán a Severní Koreu za tzv. osu zla.

## Narození

### Česko

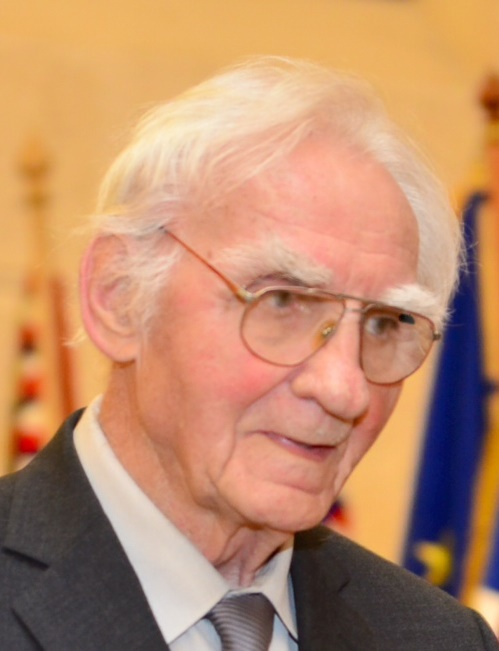
Armin Delong (* 1925)

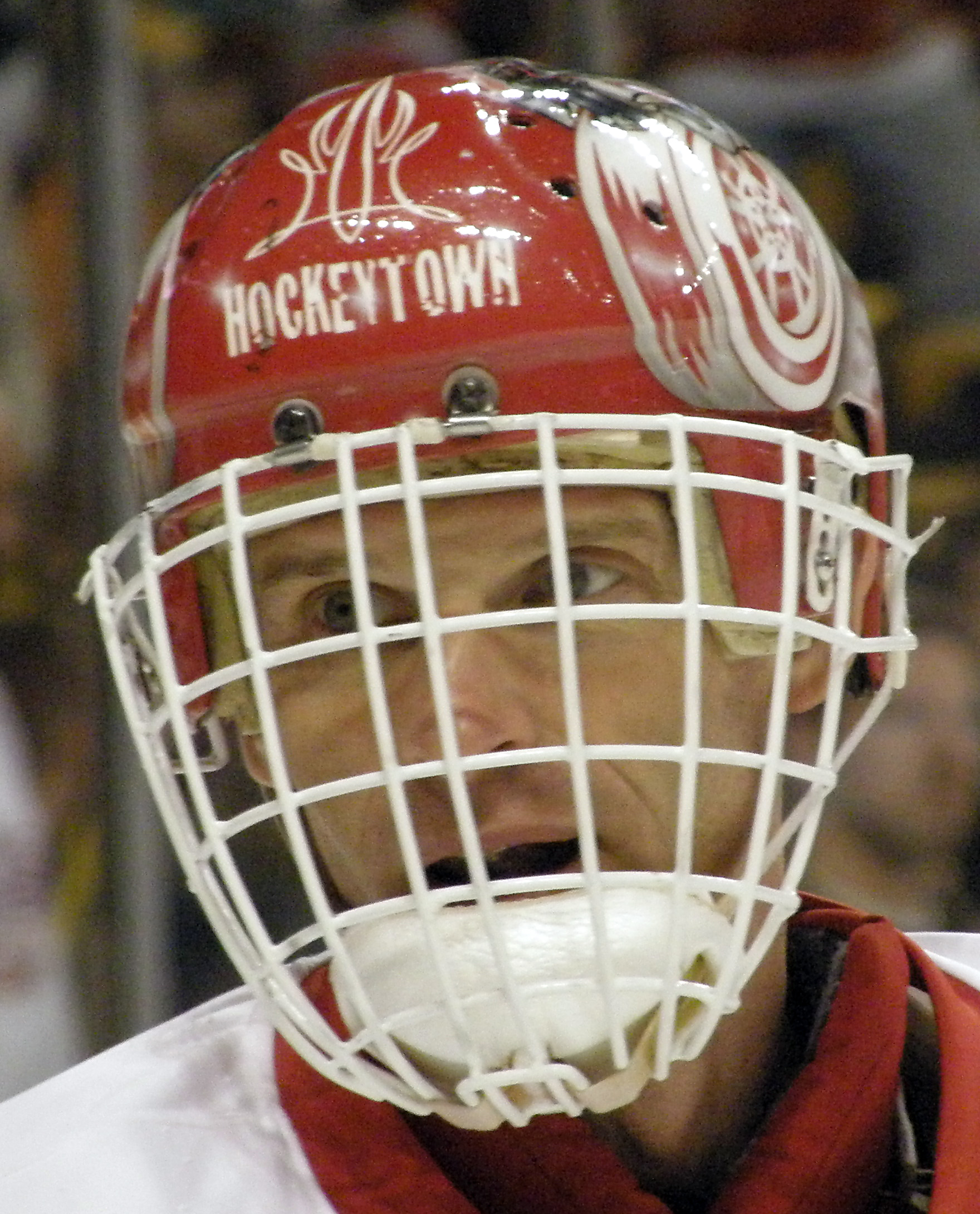
Dominik Hašek (* 1965)

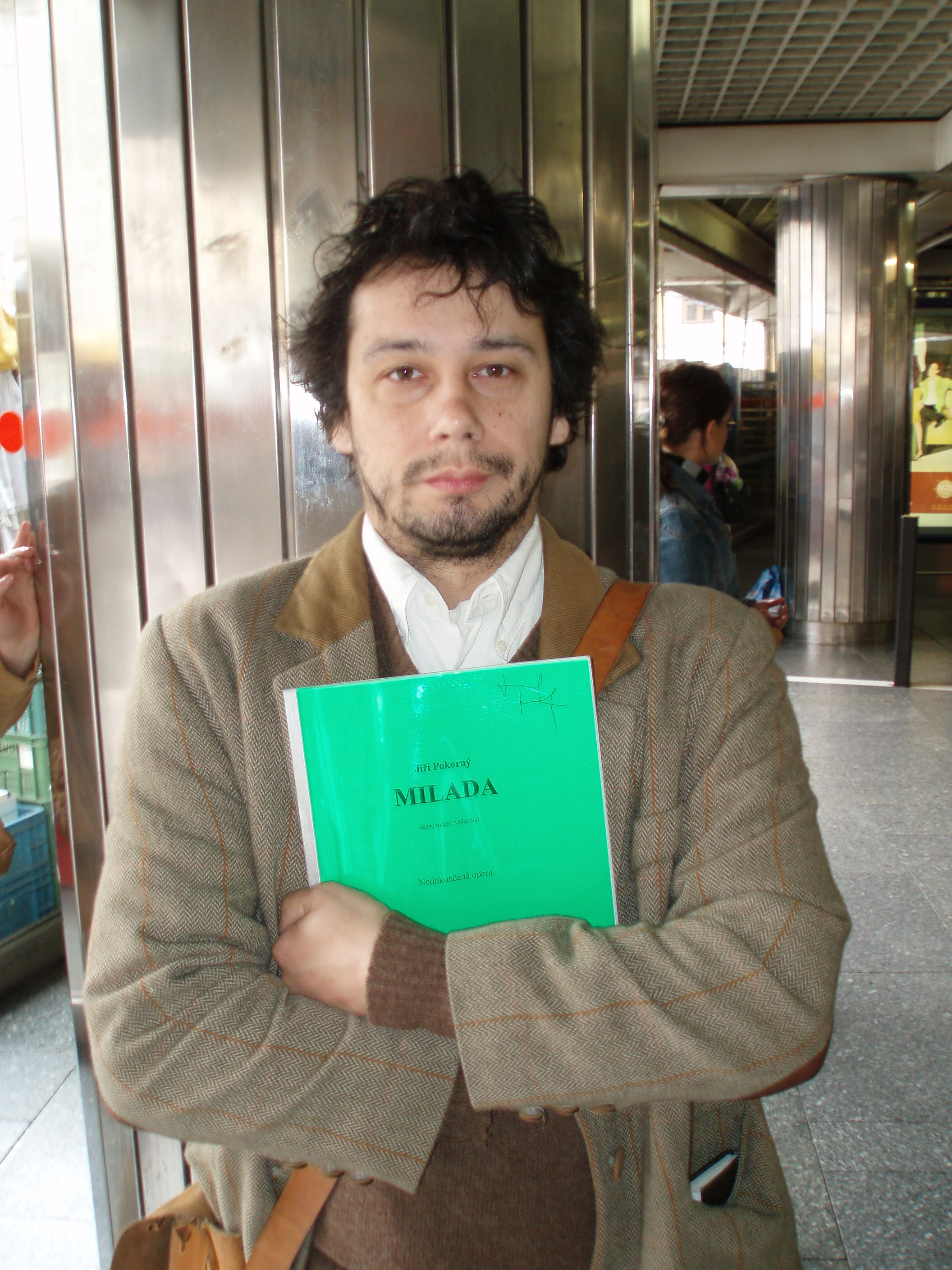
Pavel Liška (* 1972)

- 1686 – Matěj Ondřej Kondel, český stavitel († 10. března 1758)
- 1811 – František Pluskal Moravičanský, lékař, přírodovědec historik a spisovatel († 29. března 1900)
- 1812 – Alois Hille, generální vikář litoměřické diecéze († 8. června 1879)
- 1815 – Beda Dudík, kněz, církevní historik († 18. ledna 1890)
- 1820 – Karl Giskra, ministr vnitra Předlitavska († 1. června 1879)
- 1829 – František Karel Kolár, český herec, režisér a výtvarník († 4. prosince 1895)
- 1839 – Josef Böttinger, český fotograf († 14. října 1914)
- 1841 – Primus Sobotka, český novinář, překladatel a etnograf († 1. srpna 1925)
- 1850 – Josef Hybeš, český a rakouský levicový politik a novinář († 19. července 1921)
- 1852 – Eduard Wenisch, sudetoněmecký učitel, redaktor a spisovatel († 16. února 1929)
- 1863 – Karel Ladislav Kukla, spisovatel († 29. října 1930)
- 1879 – Gustav Roob, hudební skladatel († 11. září 1947)
- 1880 – Rudolf Fischer, československý politik německé národnosti († 19. srpna 1969)
- 1887 – Ferdinand Veverka, československý diplomat a politik († 7. ledna 1981)
- 1890 – Bohuslav Fiala, generál († 16. září 1964)
- 1899 – Antonín Perner, československý fotbalový reprezentant († 24. listopadu 1973)
- 1900 – František Kolenatý, československý fotbalový reprezentant († 24. února 1956)
- 1902 – Jan Dvořáček, československý fotbalový reprezentant († 18. listopadu 1964)
- 1903
  - Jindřich Schwarzenberg, vévoda krumlovský († 18. června 1965)
  - Eduard Urx, komunistický politik a básník († 20. dubna 1942)
- 1911 – František Váhala, egyptolog († 29. prosince 1974)
- 1912 – Josef Krejčí, ministr vlád Československa († 30. července 1989)
- 1914 – Miloslav Štědrý, chemik a protikomunistický bojovník († 9. července 1966)
- 1918 – Gustav Schorsch, herec, divadelní režisér a překladatel († leden 1945)
- 1923 – Alexej Pludek, spisovatel († 7. září 2002)
- 1925
  - Armin Delong, zakladatel elektronové mikroskopie († 5. října 2017)
  - Miloslav Kořínek, český hudební skladatel a pedagog († 8. července 1998)
- 1926 – Hynek Hlasivec, český stavbař, mostař († 11. července 2011)
- 1931 – Josef Poláček, afrikanista († 10. února 2012)
- 1935 – Luboš Kohoutek, astronom
- 1936
  - Jarmila Hásková, historička († 19. prosince 2007)
  - Ivo Kraus, fyzik a vysokoškolský profesor
- 1938 – Pavel Hofman, veslař, olympionik, bronzová medaile na OH 1964
- 1945 – Karel Schubert, horolezec, první Čech na Osmitisícovce († 25. května 1976)
- 1942 – Václav Zahradník, český skladatel a dirigent († 28. června 2001)
- 1948 – Jan Vít, scenárista, dramaturg, producent
- 1951 – Eva Rolečková, česká spisovatelka
- 1957 – Zdeněk Chlopčík, český tanečník
- 1961 – Jan Balabán, český prozaik, publicista a překladatel († 23. dubna 2010)
- 1962 – Blanka Nedvědická, česká horolezkyně, dobrovolná učitelka v indické škole
- 1965 – Dominik Hašek, český hokejový brankář
- 1967
  - Cyril Suk, český tenista
  - Petr Grulich, český duchovní a kazatel
- 1972 – Pavel Liška, český herec
- 1980 – Jan Matura, český sdruženář a skokan na lyžích
- 1984 – Vojtěch Němec, český manažer a komunální politik
- 1985 – Marpo, český raper zakladatel TroubleGangu, bývalý bubeník Chinaski
- 1998 – Vojtěch Budík, lední hokejista
- 2000 – Robin Hranáč, fotbalový obránce

### Svět

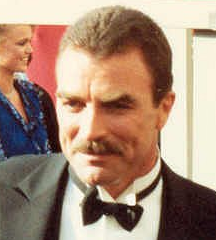
Tom Selleck (* 1945)

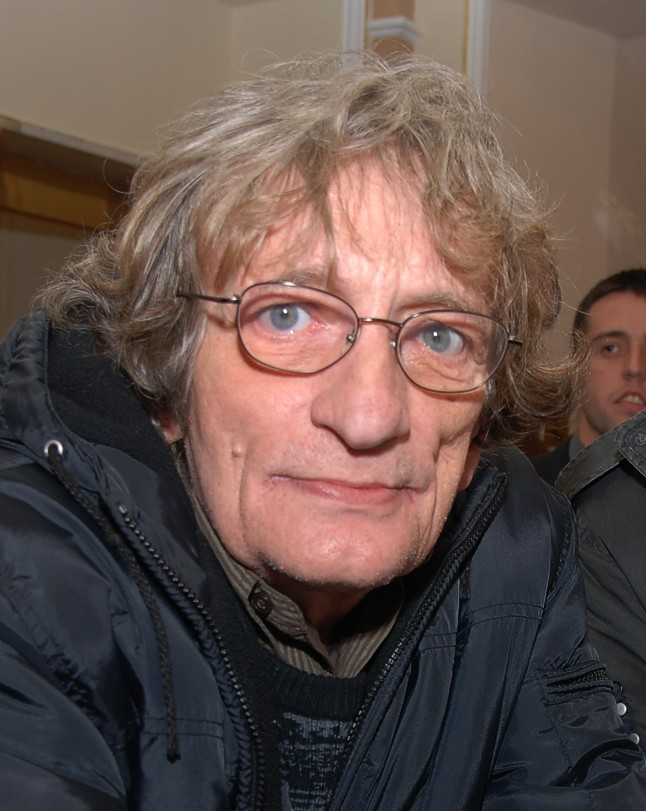
Marián Varga (* 1947)

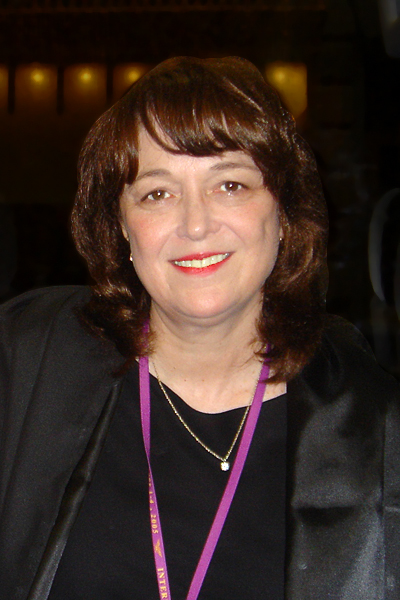
Linda B. Bucková (* 1947)

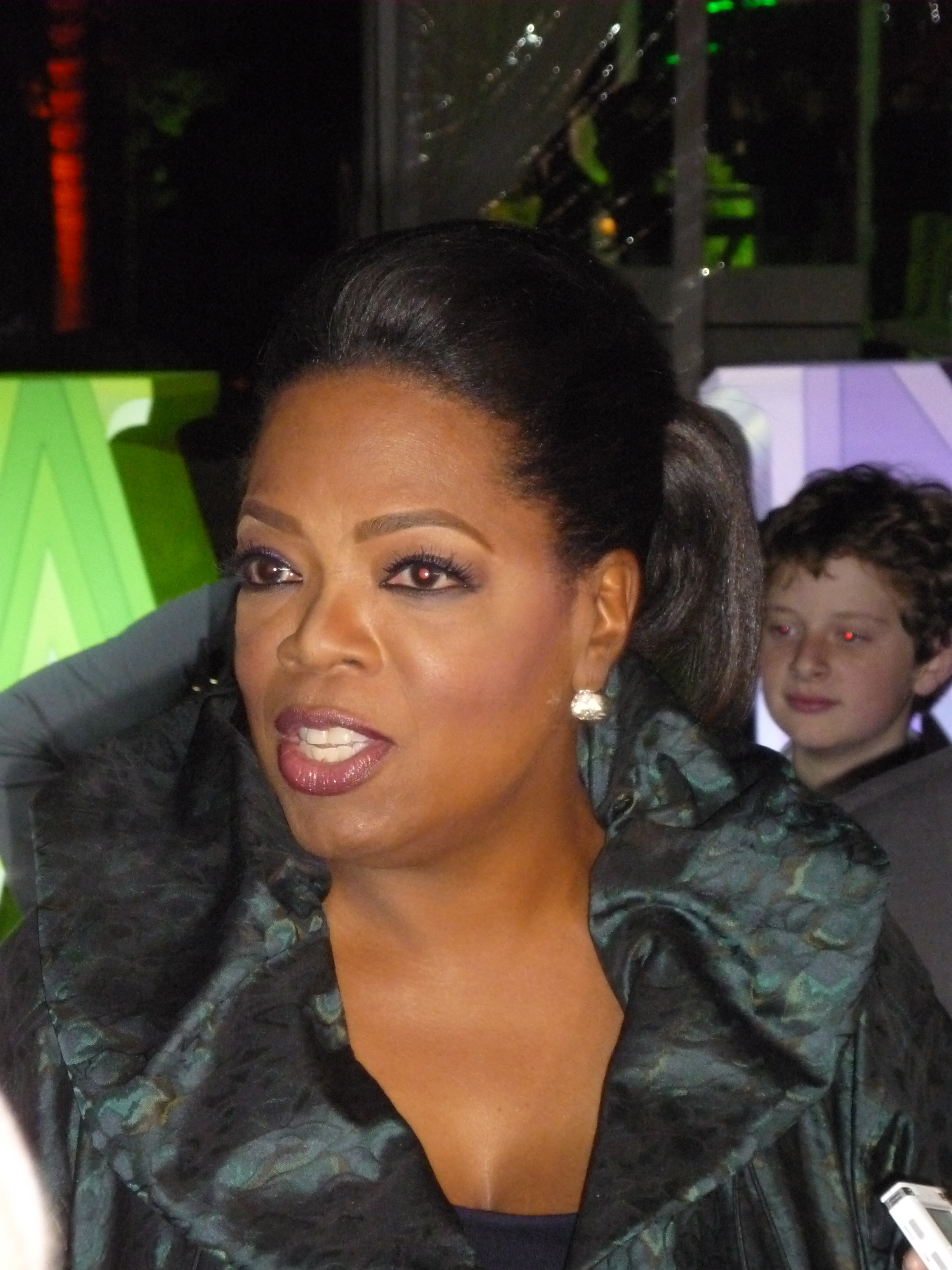
Oprah Winfrey (* 1954)

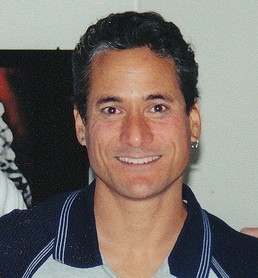
Greg Louganis (* 1960)

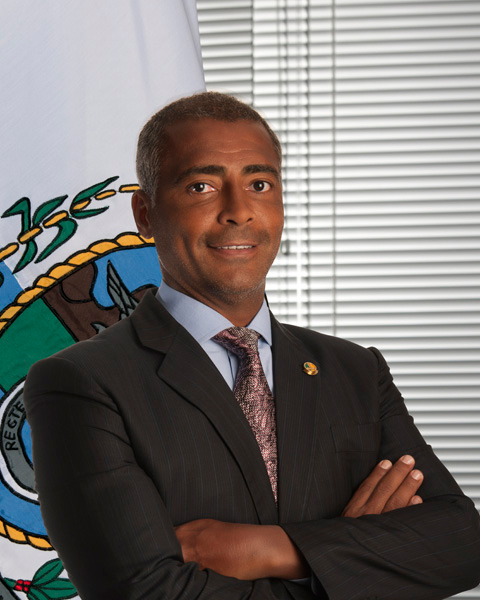
Romário (* 1966)

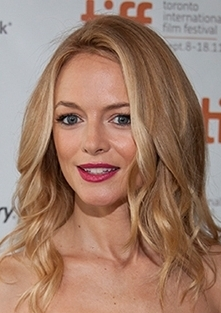
Heather Graham (* 1970)

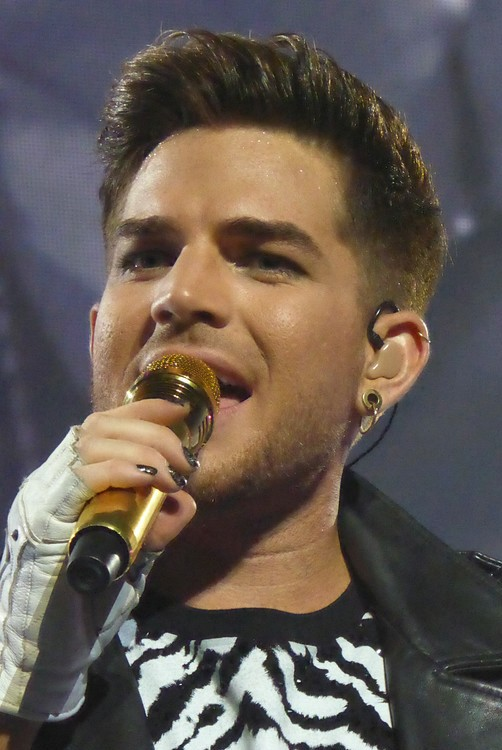
Adam Lambert (* 1982)

- 1455 – Johann Reuchlin, německý humanista a mystik († 30. června 1522)
- 1499 – Katharina Lutherová, německá řeholnice, manželka Martina Luthera († 20. prosince 1552)
- 1559 – Domenico Passignano, italský malíř († 17. května 1636)
- 1584 – Frederik Hendrik Oranžský, princ oranžský, nizozemský místodržitel († 14. března 1647)
- 1688 – Emanuel Swedenborg, švédský vědec, filozof a teolog († 29. března 1772)
- 1715 – Georg Christoph Wagenseil, rakouský hudební skladatel († 1. března 1777)
- 1749 – Kristián VII., král dánský a norský († 13. března 1808)
- 1751 – Francis Osborne, 5. vévoda z Leedsu, britský státník, diplomat a šlechtic († 31. ledna 1799)
- 1763 – Johann Gottfried Seume, německý spisovatel a básník († 13. června 1810)
- 1773 – Friedrich Mohs, německý geolog († 29. září 1839)
- 1774 – Robert Shaw, britský poslanec a bankéř († 10. března 1849)
- 1782 – Daniel Auber, francouzský skladatel († 13. květen 1871)
- 1803 – Anselm Salomon von Rothschild, rakouský bankéř, zakladatel banky Creditanstalt († 27. července 1874)
- 1810 – Ernst Eduard Kummer, německý matematik († 14. květen 1893)
- 1816 – Bernhard von Wüllerstorf, ministr obchodu Rakouského císařství († 10. srpna 1883)
- 1817 – John Palliser, irský geograf a objevitel († 18. srpna 1887)
- 1821 – Robert Spiske, kněz a zakladatel Kongregace sester sv. Hedviky († 5. března 1888)
- 1825 – Františka z Teby, provdaná vévodkyně z Alby a sestra francouzské císařovny Evženie
- 1833 – Carl Frederic Aagaard, dánský malíř († 2. listopadu 1895)
- 1834 – Adolph Frank, německý chemik, inženýr a podnikatel († 30. května 1916)
- 1843 – William McKinley, americký prezident († 14. září 1901)
- 1844 – Heinrich von Wittek, předlitavský politik († 9. dubna 1930)
- 1846 – Karol Olszewski, polský vědec († 24. března 1915)
- 1850
  - Lawrence Hargrave, australský astronom a letecký průkopník († 6. července 1915)
  - Jeanette Thurber, ředitelka newyorské konzervatoře († 6. července 1946)
- 1856 – Aleksander Brückner, polský jazykovědec († 24. května 1939)
- 1860 – Anton Pavlovič Čechov, ruský spisovatel († 15. července 1904)
- 1862 – Frederick Delius, anglický skladatel († 14. června 1934)
- 1866 – Romain Rolland, francouzský spisovatel, nositel Nobelovy cena za literaturu († 30. prosince 1944)
- 1867 – Vicente Blasco Ibáñez, španělský spisovatel († 28. ledna 1928)
- 1868 – Albin Egger-Lienz, rakouský malíř († 4. listopadu 1926)
- 1873 – Luigi Amedeo di Savoia-Aosta, italský šlechtic, námořník, horolezec a cestovatel († 18. března 1933)
- 1876 – Havergal Brian, britský skladatel († 28. prosince 1972)
- 1883 – Michael Stroukoff, americký letecký konstruktér ruské národnosti († 22. prosince 1973)
- 1886
  - Alexander Joseph Kolowrat-Krakovský, rakouský filmový producent († 4. prosince 1927)
  - Alfred Junge, německo-britský filmový produkční († 16. července 1964)
- 1887 – René Spitz, rakouský psychoanalytik († 11. září 1974)
- 1888 – Leadbelly, americký folkový muzikant († 6. prosince 1949)
- 1891 – Richard Norris Williams, americký tenista, olympijský vítěz († 2. června 1968)
- 1901 – Chajim Gvati, izraelský politik († 19. října 1990)
- 1902 – Džunjú Kitajama, japonský lingvista a spisovatel († 19. ledna 1962)
- 1903
  - Zvonimír Eichler, chorvatsko-český malíř († 17. února 1975)
  - Ješajahu Leibowitz, izraelský filozof († 18. srpna 1994)
- 1904 – Arnold Gehlen, německý sociolog a filosof († 30. ledna 1976)
- 1905 – Barnett Newman, americký malíř a sochař († 4. července 1970)
- 1912
  - Jozef Kostka, slovenský sochař († 20. září 1996)
  - František Švantner, slovenský spisovatel († 13. října 1950)
- 1919
  - Ladislav Mňačko, slovenský spisovatel († 24. února 1994)
  - Norman Frederick Simpson, anglický dramatik († 27. srpna 2011)
- 1924 – Luigi Nono, italský skladatel († 8. května 1990)
- 1925
  - Natan Šacham, izraelský spisovatel a dramatik († 18. června 2018)
  - Isidore Isou, francouzský spisovatel a režisér († 28. července 2007)
- 1926 – Abdus Salam, pákistánský jaderný fyzik, nositel Nobelovy ceny za fyziku († 21. listopadu 1996)
- 1929 – Ed Shaughnessy, americký jazzový bubeník († 24. května 2013)
- 1930 – Derek Bailey, britský kytarista († 25. prosince 2005)
- 1931 – Ferenc Mádl, maďarský politik († 29. května 2011)
- 1932 – Tommy Taylor, anglický fotbalista († 6. únor 1958)
- 1936
  - Walter Lewin, americký fyzik původem z Nizozemska
  - James Jamerson, americký baskytarista († 2. srpna 1983)
- 1937 – Jeff Clyne, britský baskytarista a kontrabasista († 16. listopadu 2009)
- 1938
  - Samuele Bacchiocchi, spisovatel z řad církve Adventistů sedmého dne a teolog († 20. prosince 2008)
  - Kai Hermann, německý novinář a spisovatel
- 1939 – Germaine Greerová, australská spisovatelka, novinářka a feministka
- 1940 – Katharine Rossová, americká herečka
- 1942 – Arnaldo Tamayo Mendez, kubánský kosmonaut
- 1944
  - John Onaiyekan, nigerijský kardinál
  - Andrew Loog Oldham, britský hudební producent, manažer skupiny The Rolling Stones
  - Susana Giménezová, argentinská herečka a modelka
- 1945 – Tom Selleck, americký herec, scenárista a producent
- 1947
  - David Byron, britský zpěvák († 28. února 1985)
  - Linda B. Bucková, americká bioložka, nositelka Nobelovy ceny za fyziologii a medicínu
  - Marián Varga, slovenský hudebník († 9. srpna 2017)
- 1948 – Mamoru Móri, japonský astronaut
- 1949 – Tommy Ramone, maďarsko-americký producent a muzikant († 11. července 2014)
- 1950 – Jody Scheckter, jihoafrický automobilový závodník, mistr světa Formule 1 v roce 1979
- 1953 – Teresa Teng, tchajwanská zpěvačka († 8. května 1995)
- 1954 – Oprah Winfreyová, americká moderátorka, herečka
- 1957 – Grażyna Millerová, polská básnířka († 17. srpna 2009)
- 1959 – Mike Foligno, kanadský lední hokejista a trenér
- 1960
  - Greg Louganis, americký čtyřnásobný olympijský vítěz ve skocích do vody
  - Gia Carangi, americká modelka († 18. listopadu 1986)
- 1962 – Olga Tokarczuková, polská spisovatelka, laureátka Nobelovy ceny za literaturu
- 1963 – Hardcore Holly, americký profesionální wrestler
- 1965 – Peter Lundgren, švédský tenista a trenér († 23. srpna 2024)
- 1966 – Romário, brazilský fotbalista
- 1968 – Edward Burns, americký herec
- 1970 – Heather Graham, americká herečka
- 1975 – Sara Gilbertová, americká herečka
- 1978 – Martin Schmitt, německý skokan na lyžích
- 1979 – Róbert Döme, slovenský hokejista
- 1980 – Ivan Klasnić, chorvatský fotbalista
- 1982
  - Adam Lambert, americký zpěvák
  - Riff Raff, americký rapper
- 1983 – Sileši Sihine, etiopský atlet
- 1985
  - Anton Nemov, ruský horolezec
  - Rag'n'Bone Man, anglický zpěvák
- 1990 – Carlijn Achtereekteová, nizozemská rychlobruslařka
- 1993 – Michelle Larcherová de Britová, portugalská tenistka
- 1995 – RG Snyman, jihoafrický ragbista
- 1997 – Joel Eriksson Ek, švédský hokejový útočník
- 1998 – Tristan Ladevant, francouzský horolezec

## Úmrtí

### Česko

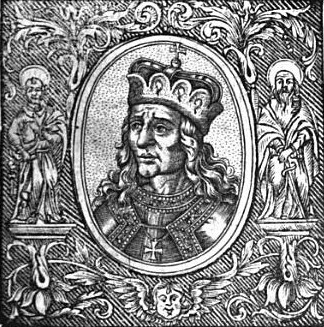
Soběslav II. († 1180)

- 1180 – Soběslav II., český kníže (* asi 1128)
- 1617 – Jan Křtitel Civalli, minorita působící v českých zemích (* 1551/52)
- 1769 – Lazar Widemann, český sochař a řezbář (* 13. prosince 1697)
- 1806 – Jiljí Chládek, rektor univerzity Karlovy (* 23. srpna 1743)
- 1840 – Karel Jan Clam-Martinic, šlechtic (* 23. května 1792)
- 1879
  - Robert Lichnovský z Voštic, kanovník olomoucké kapituly (* 7. listopadu 1822)
  - Wilhelm Schuster, poslanec Říšského sněmu z Moravy (* 18. září 1806)Karel Jan Clam-Martinic († 1840)

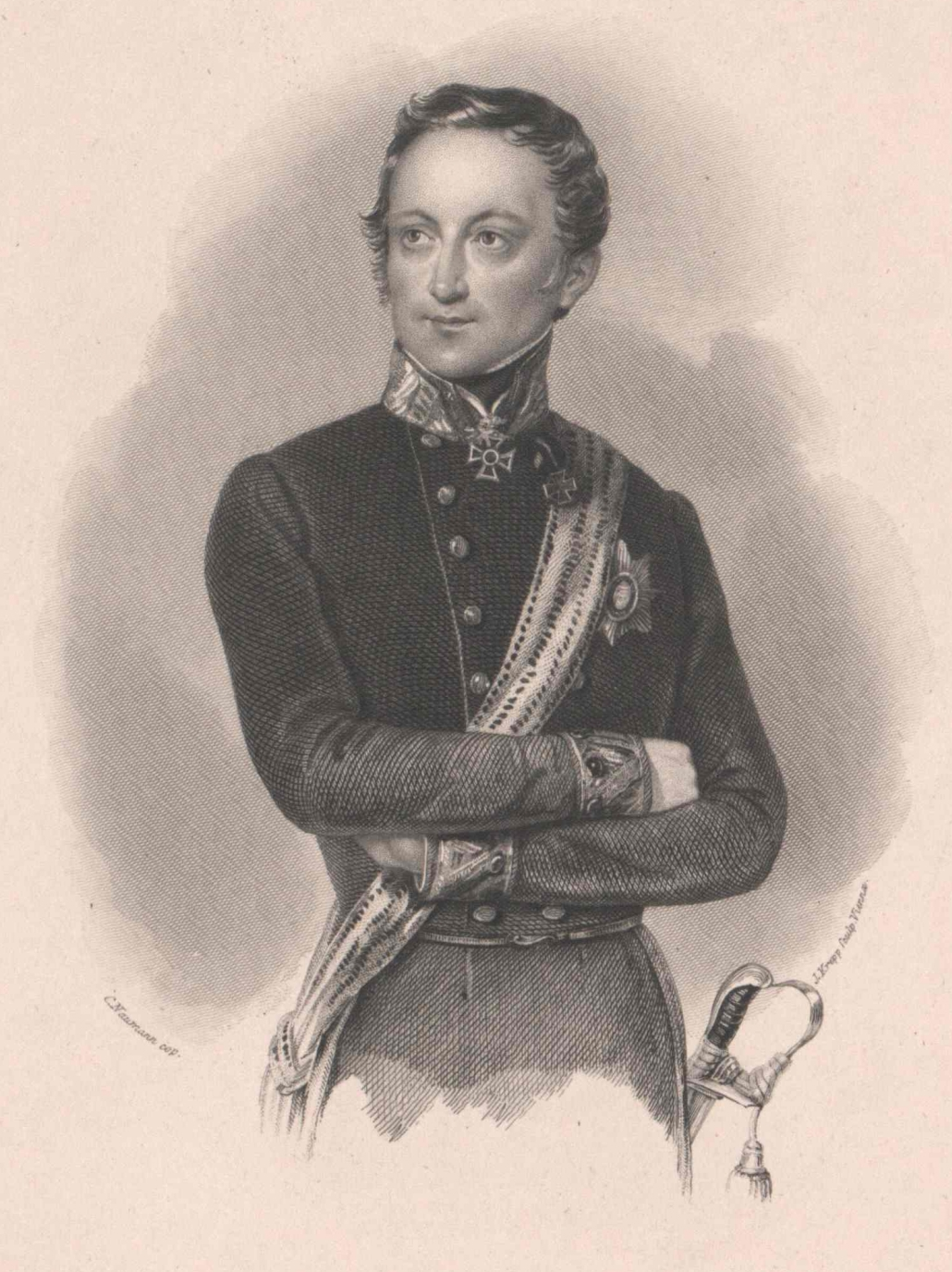
Karel Jan Clam-Martinic († 1840)

- 1880 – Norbert Javůrek, český skladatel (* 18. ledna 1839)
- 1885 – František Rieger, varhanář a zakladatel společnosti na výrobu varhan Franz Rieger & Sons (* 13. prosince 1812)
- 1889 – Gabriel Žižka, český podnikatel a vlastenecký činitel (* 24. března 1833)
- 1890 – Josef Huttary, malíř (* 17. listopadu 1841)
- 1891 – Ignác Šustala, podnikatel, zakladatel Kopřivnické vozovky (* 7. prosince 1822)
- 1894 – Petr Bušek, český řezbář (* 5. května 1824)
- 1901 – Julius Zeyer, český spisovatel (* 26. dubna 1841)
- 1904 – Karel Horák, radní Královského města Vinohrady a starosta vinohradského Sokola (* 19. července 1861)
- 1915 – Oswald Mannl, sudetoněmecký katolický kněz z premonstrátského řádu (* 25. prosince 1841)
- 1924 – Vinzenz Malik, rakouský politik z Moravy (* 2. prosince 1854)
- 1927
  - Julius Jeroným Christin, pedagog a amatérský archeolog (* 1849)Julius Zeyer († 1901)

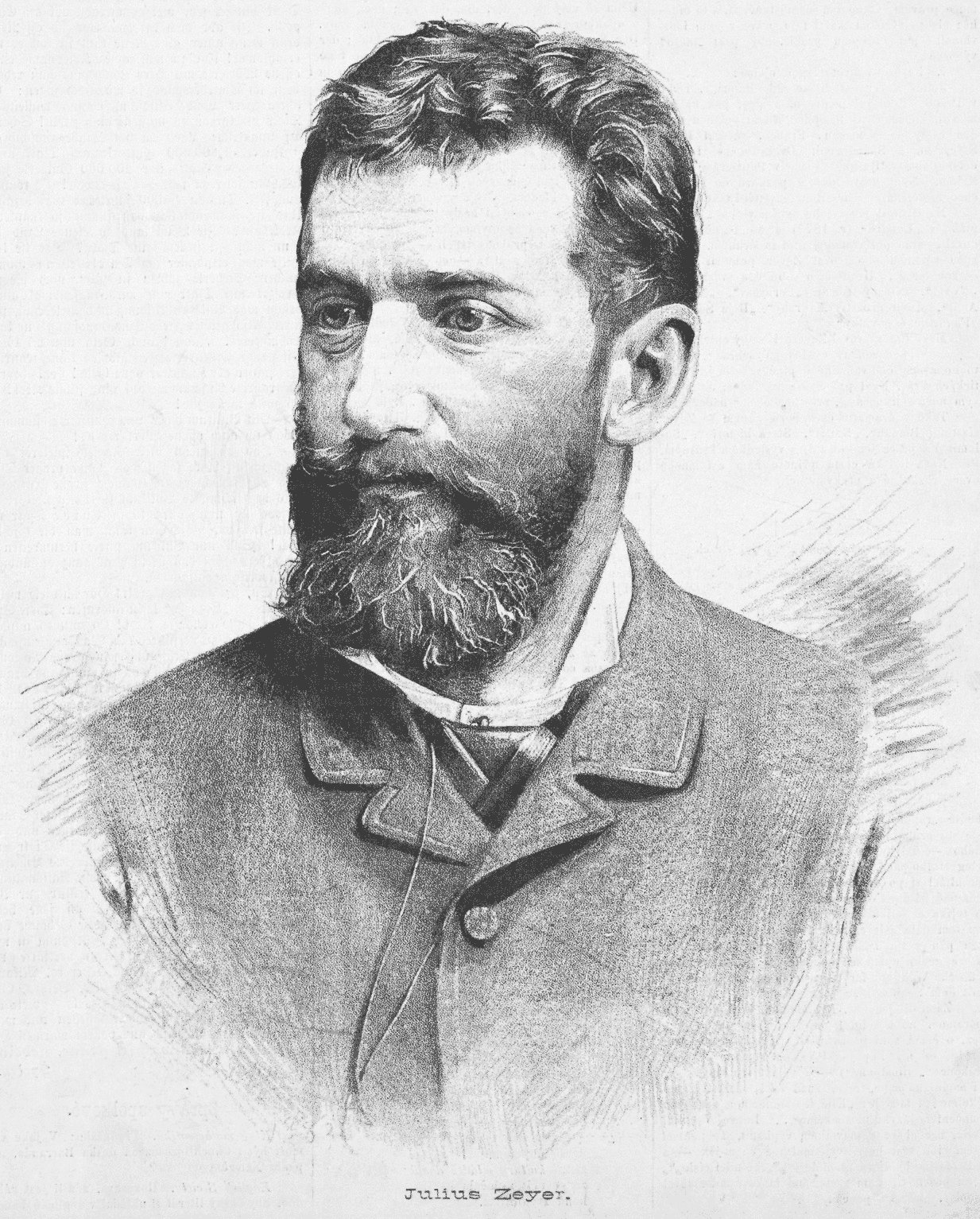
Julius Zeyer († 1901)

  - Vilemína Hybešová, podnikatelka, aktivistka ženského hnutí (* 6. dubna 1849)
- 1930
  - Josef Reinsberg, lékař, politik, rektor Univerzity Karlovy (* 18. srpna 1844)
  - Jaroslav Brabec, československý politik (* 28. července 1869)
- 1931 – Jaroslav Auerswald, herec, režisér a výtvarník (* 28. června 1870)
- 1939
  - Antonín Klír, rektor Českého vysokého učení technického (* 14. prosince 1864)
  - Josef Taschek, československý politik německé národnosti (* 31. července 1857)
- 1942
  - Věra Hana Viednerová, redaktorka, básnířka, prozaička a překladatelka z francouzštiny (* 1. března 1903)
  - Hieronymus Schlossnikel, československý politik německé národnosti (* 21. října 1868)
  - Ladislav Zavrtal, italsko-český hudební skladatel, dirigent a violista (* 29. září 1849)
- 1945 – Ludvík Albert Engel, důstojník československé armády (* 17. srpna 1912)
- 1946 – Emil Reil, politik německé národnosti a meziválečný senátor (* 20. května 1879)
- 1948 – Jan Molin, rakouský evangelický duchovní, úředník a dvorní rada, původem z Těšínska (* 4. srpna 1866)
- 1962 – Jindřich Nygrín, muzejník, regionální historik, archivář a konzervátor (* 18. dubna 1890)
- 1966
  - Josef Kovář, spisovatel (* 15. října 1901)
  - Robert Vlach, spisovatel a poúnorový exulant (* 28. ledna 1917)
- 1970
  - Jan Vavřík-Rýz, loutkář, herec, komik, výtvarník, řezbář, kreslíř a režisér (* 19. května 1900)
  - Jaroslav Houf, fotograf a fotoreportér (* 25. března 1917)
- 1974 – Miloslav Jiřinec, zeměměřický inženýr, působící v oblasti památkové péče (* 3. srpen 1924)
- 1975 – Zdeněk Jaromír Vyskočil, scénograf, divadelní režisér, divadelní ředitel a loutkář (* 28. dubna 1918)
- 1976 – Václav Junek, malíř a grafik (* 16. srpna 1913)
- 1985 – František Tyrpekl, fotbalista, reprezentant Československa (* 23. prosince 1905)
- 1988 – Václav Turek, český malíř, grafik a sochař (* 2. července 1924)
- 1991 – Jaroslav Piskáček, nakladatelský redaktor a překladatel z ruštiny (* 1. ledna 1929)
- 1994 – Josef Heyduk, spisovatel a překladatel z francouzštiny, italštiny a ruštiny (* 30. března 1904)
- 1996 – Karel Černý, spisovatel a historik (* 22. července 1912)
- 1997 – Marek Mayer, kapucín, řeholní kněz perzekvovaný komunistickým režimem (* 13. srpna 1913)
- 2002 – Jarmila Beránková, česká herečka (* 15. května 1919)
- 2007
  - František Kohlíček, katolický kněz, politický vězeň a člen Hnutí Fokoláre (* 11. května 1914)
  - Jaromír Petřík, tanečník, choreograf a baletní mistr (* 22. listopadu 1931)
- 2008
  - Jan Paroulek, český brigádní generál (* 20. července 1922)
  - Jan Jakubec, voják z druhé světové války (* 18. ledna 1915)
- 2011 – Zorka Prachtelová, česká horolezkyně (* 16. ledna 1943)
- 2013
  - Jan Lužný, šlechtitel a expert na zahradnictví (* 4. února 1926)
  - Miroslav Hucek, český fotograf (* 18. listopadu 1934)
  - František Mika, grafik, pedagog a skaut (* 16. října 1923)
- 2014 – Hugo Pavel, básník, spisovatel (* 26. prosince 1924)
- 2015 – Karel Šebek, politik, senátor za obvod č. 41 – Benešov (* 11. října 1951)
- 2020 – Stanislav Duchoň, hobojista (* 14. srpna 1927)
- 2021 – Vladimír Brych, archeolog a pracovník Národního muzea v Praze (* 23. říjen 1961)

### Svět

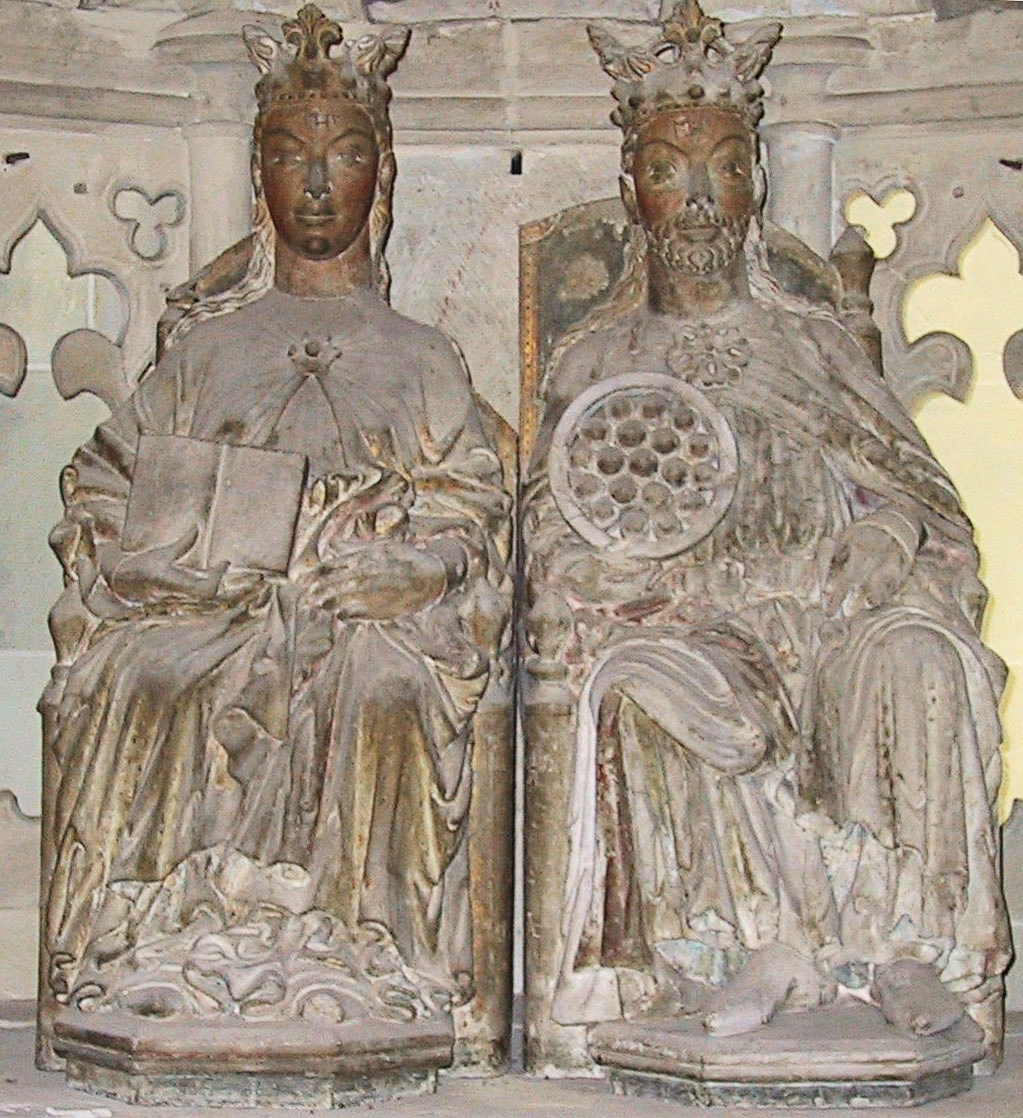
Edita Anglická († 946)

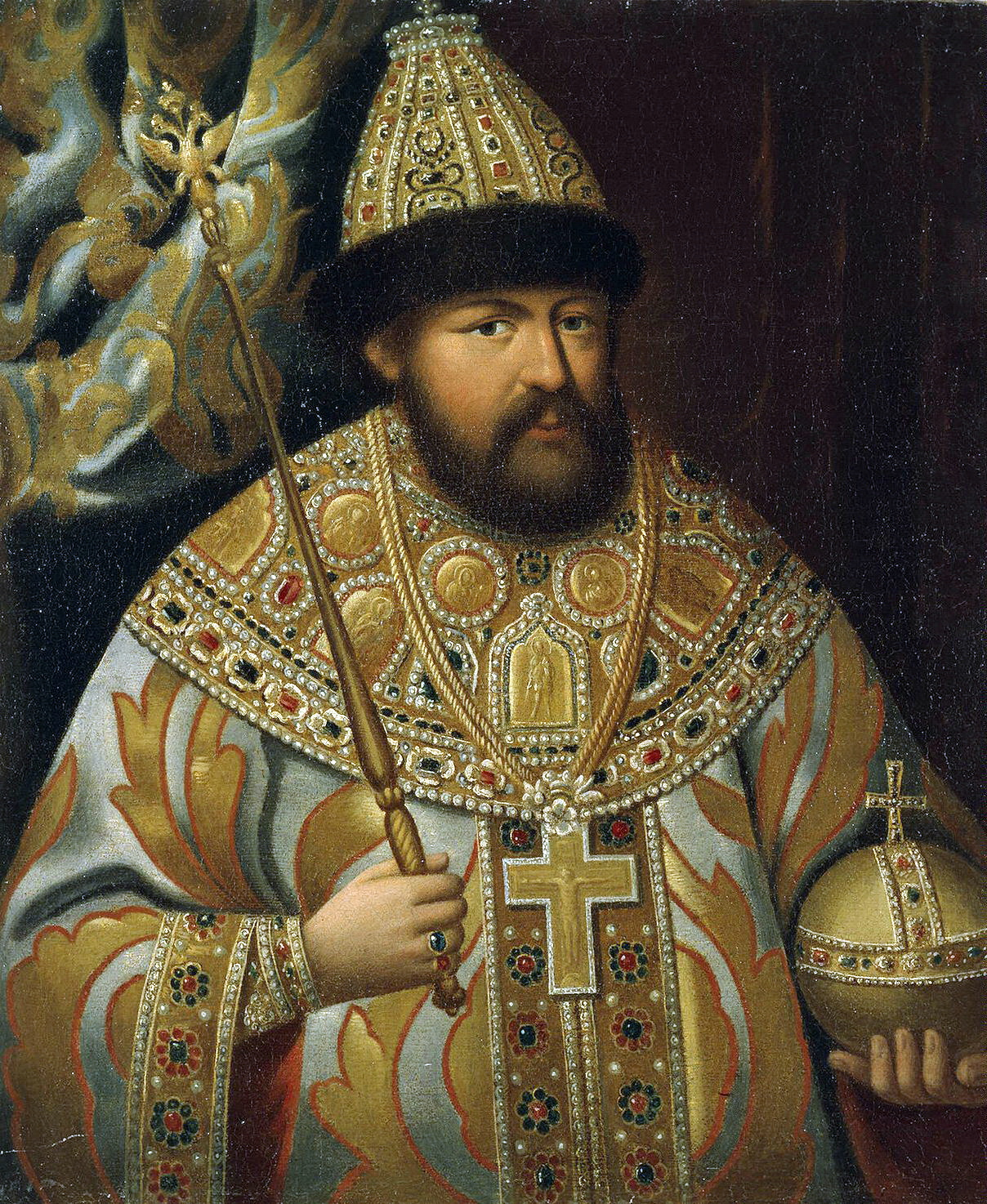
Alexej I. Michajlovič († 1676)

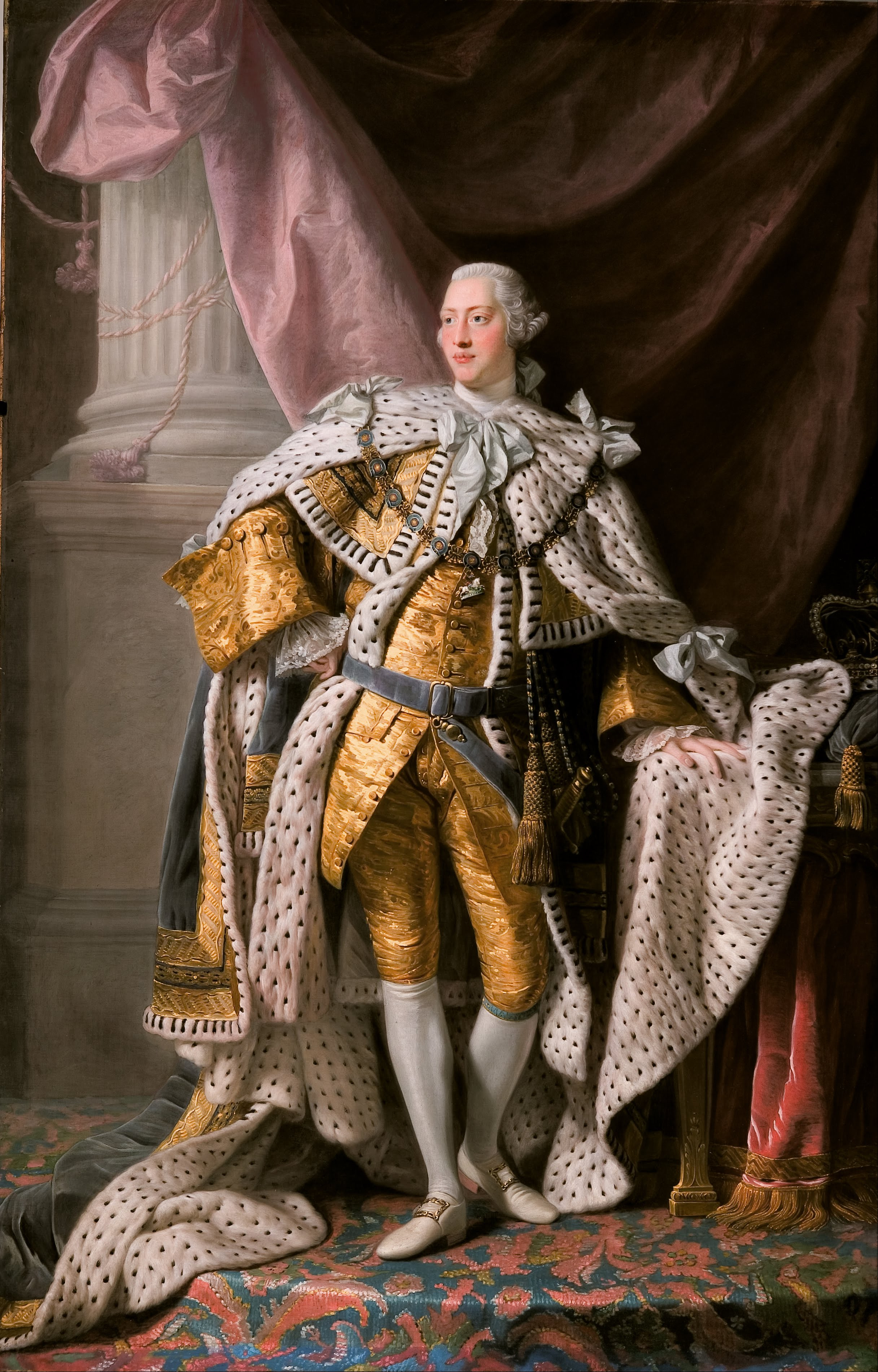
Jiří III. († 1820)

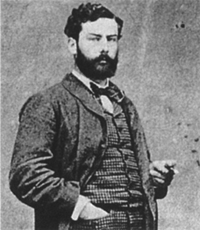
Alfred Sisley († 1899)

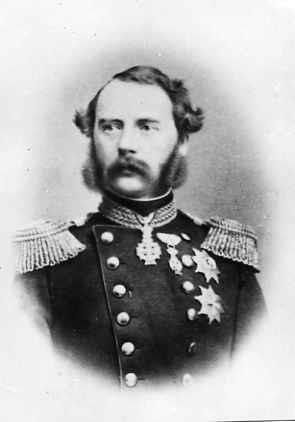
Kristián IX. († 1906)

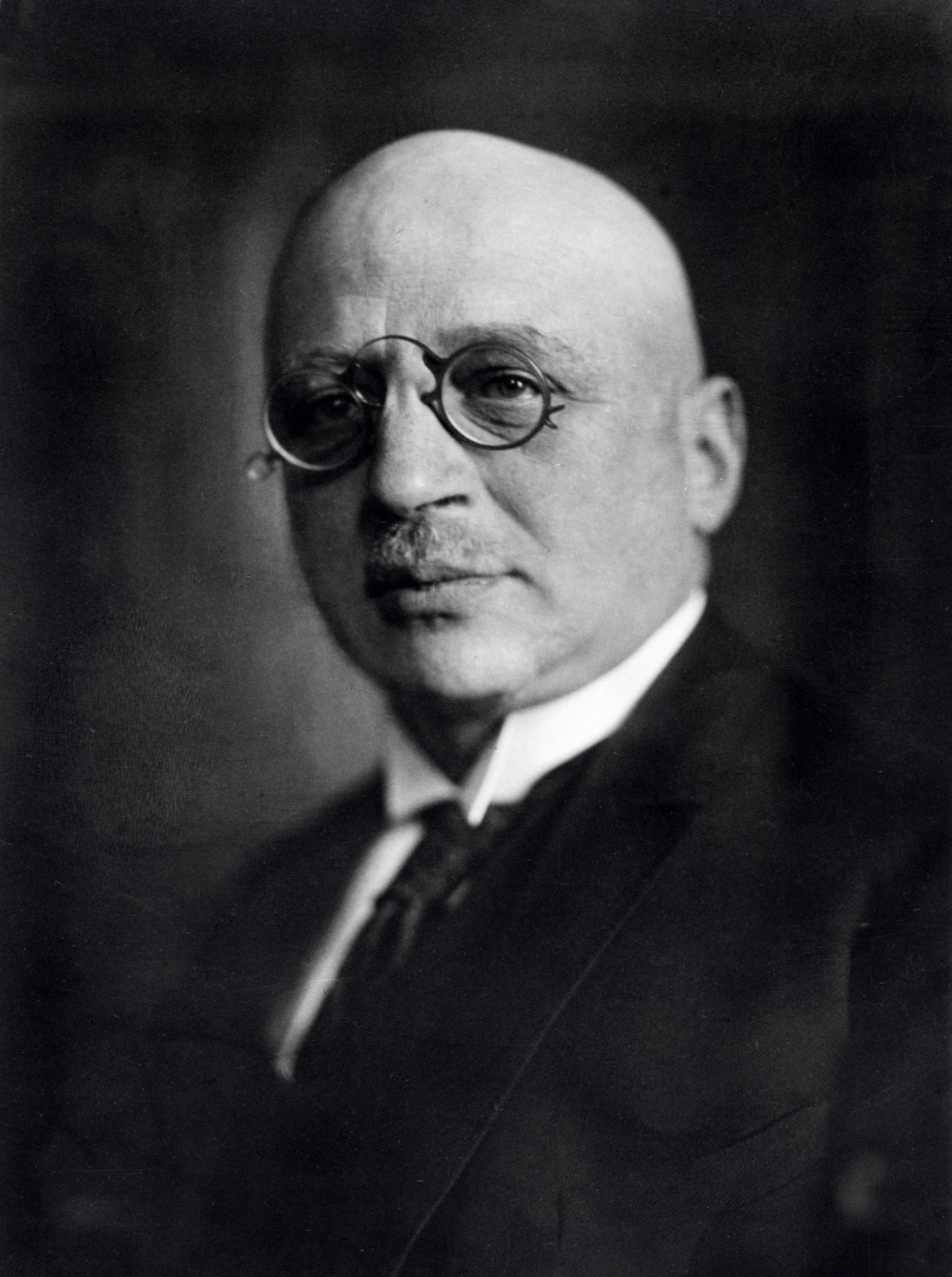
Fritz Haber ((† 1934)

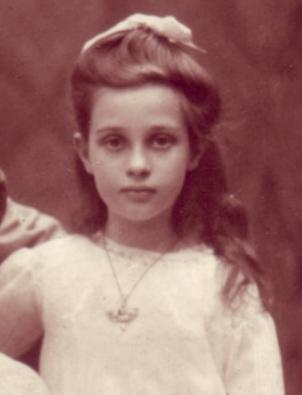
Marie Alexandra Bádenská († 1944)

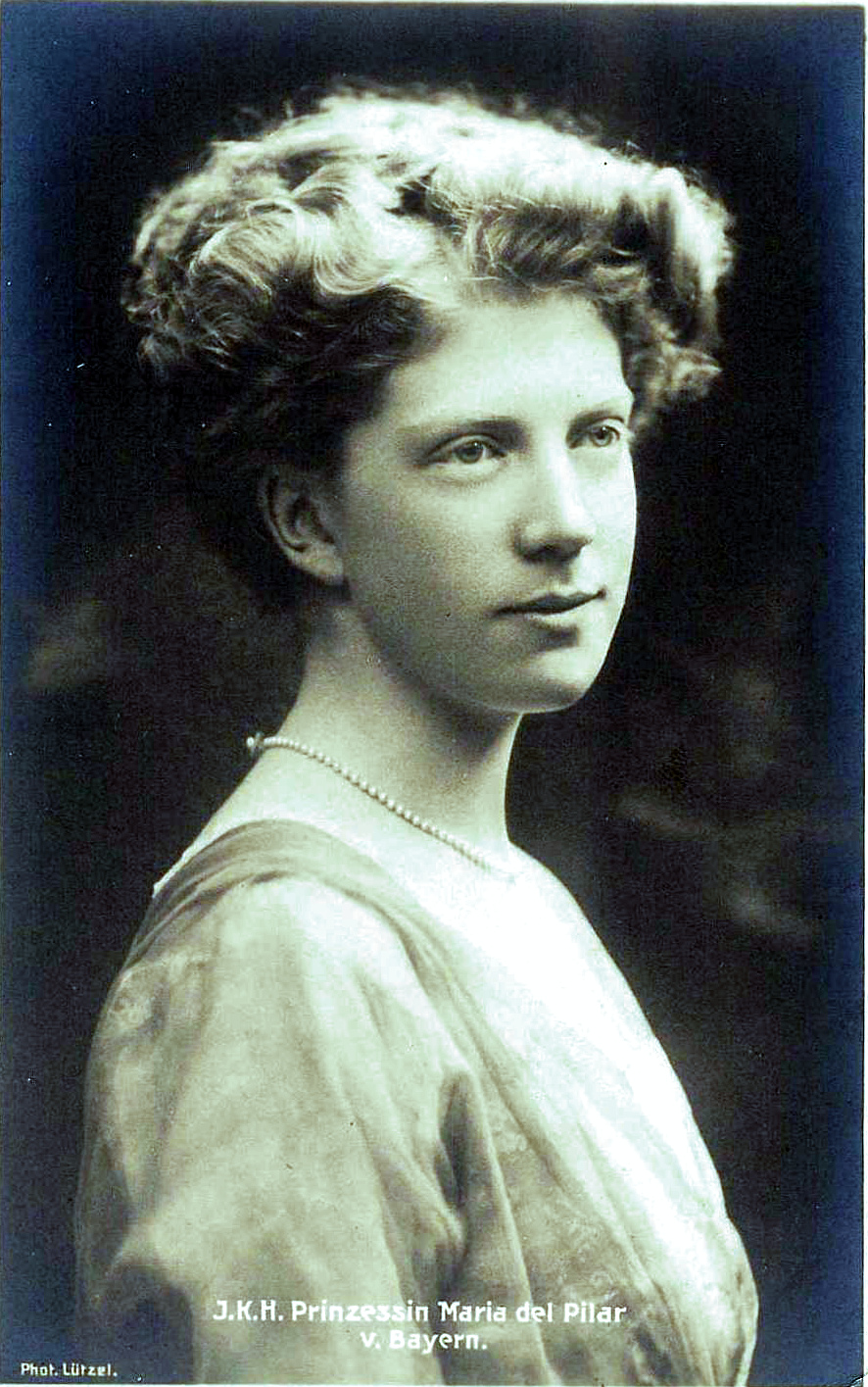
Pilar Bavorská († 1987)

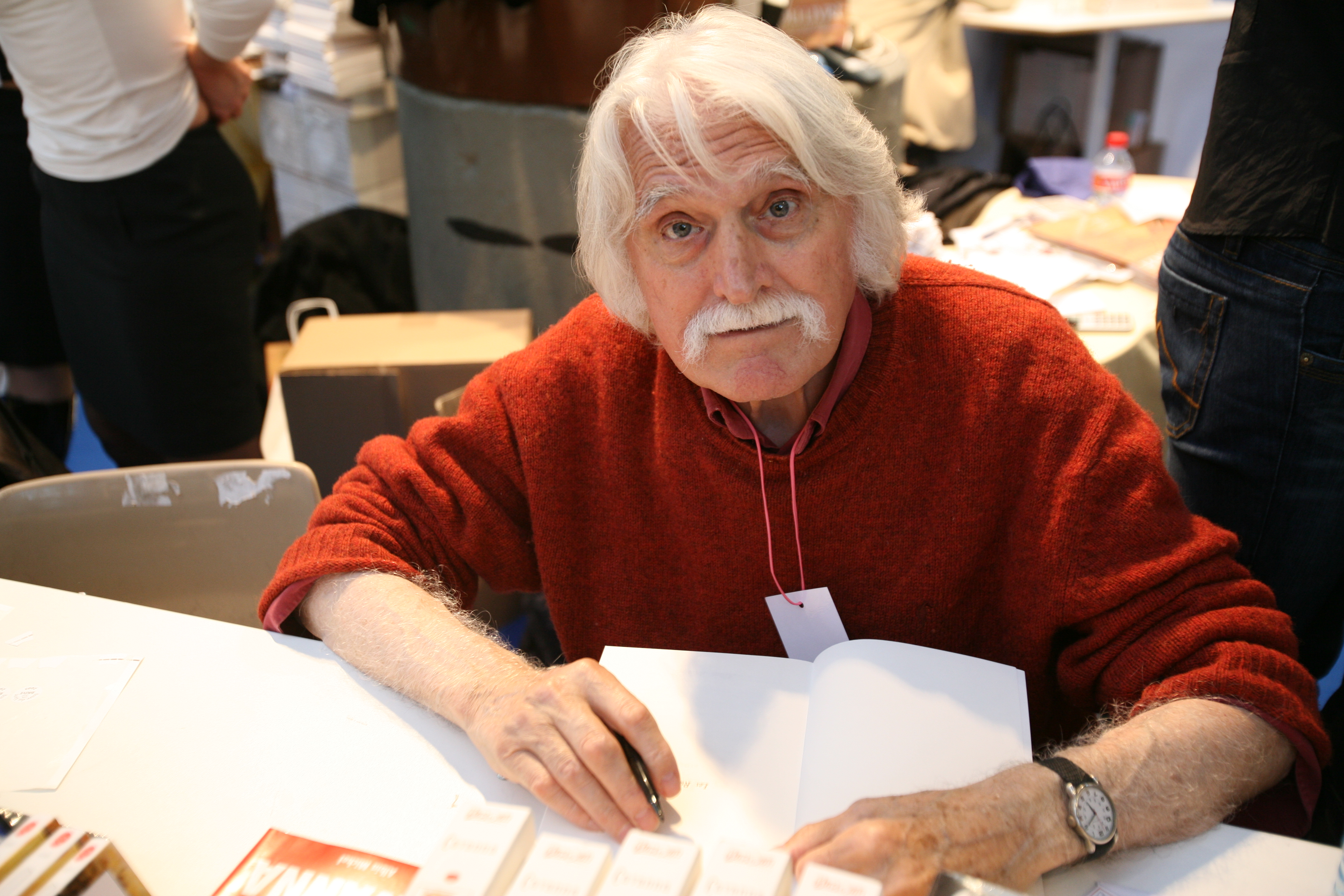
François Cavanna († 2014)

- 0750 – Ibráhím, arabský chalífa z rodu Umajjovců (* ?)
- 0946 – Edita Anglická, německá královna, první manželka Oty I. Velikého (* mezi 905 a 912)
- 1119 – Gelasius II., 161. papež (* kolem 1060)
- 1327 – Adolf Falcký, formální rýnský falckrabě (* 27. září 1300)
- 1465 – Ludvík Savojský, (* 24. února 1413)
- 1601 – Luisa Lotrinská, francouzská královna jako manželka krále Jindřicha II. (* (30. dubna 1553)
- 1676 – Alexej I. Michajlovič, ruský car (* 19. března 1629)
- 1688 – Carlo Pallavicino, italský hudební skladatel (* ? 1640)
- 1722 – Carl Gustav Rehnskiöld, hlavní vojenský poradce švédského krále Karla XII. (* 6. srpna 1651)
- 1737 – George Hamilton, 1. hrabě z Orkney, britský vojevůdce a politik (* 9. února 1666)
- 1740 – Richard Lumley, 2. hrabě ze Scarborough, britský generál, politik a šlechtic (* 30. listopadu 1686)
- 1779 – Christopf Traugott Delius, německý báňský inženýr a profesor na Báňské akademii v Banské Štiavnici (* 1728)
- 1820 – Jiří III., britský král (* 4. června 1738)
- 1829
  - Timothy Pickering, americký politik (* 17. července 1745)
  - Paul de Barras, francouzský politik (* 30. června 1755)
- 1842 – Pierre Cambronne, francouzský generál (* 26. prosince 1770)
- 1843 – Wilhelm Abeken, německý archeolog (* 30. dubna 1813)
- 1844
  - Luisa Šarlota Neapolsko-Sicilská, španělská infantka (* 24. října 1804)
  - Arnošt I. Sasko-Kobursko-Gothajský, německý vévoda (* 2. ledna 1784)
- 1848 – Joseph Görres, německý literární kritik a publicista (* 25. ledna 1776)
- 1860
  - Stéphanie de Beauharnais, adoptivní dcera Napoleona Bonaparte (* 28. srpna 1789)
  - Ernst Moritz Arndt, německý nacionalistický a demokratický spisovatel, historik (* 26. prosince 1769)
- 1870 – Leopold II. Toskánský, toskánský velkovévoda (* 3. října 1797)
- 1871 – Jules Petiet, francouzský železniční inženýr (* 5. srpna 1813)
- 1880 – Franz von Reichenstein, rakouský vysoký státní úředník a politik a poslanec Říšské rady (* 3. října 1819)
- 1885 – Peter Wiesler, rakouský římskokatolický duchovní a politik (* 14. května 1820)
- 1888
  - Jean-Baptiste André Godin, francouzský spisovatel a sociální reformátor (* 26. ledna 1817)
  - Friedrich Eckbrecht Dürckheim-Montmartin, rakouský šlechtic a politik, poslanec Říšské rady (* 25. února 1823)
  - Edward Lear, anglický ilustrátor, spisovatel a básník (* 12. května 1812)
- 1893 – Markéta Bourbonsko-Parmská, princezna parmská a madridská arcivévodkyně (* 1. ledna 1847)
- 1896 – Hugh Childers, britský státník (* 25. června 1827)
- 1897 – Michael Matscheko, rakouský politik a poslanec Říšské rady (* 27. prosince 1832)
- 1899 – Alfred Sisley, francouzský malíř (* 30. října 1839)
- 1905
  - Josef von Dipauli, tyrolský šlechtic a politik (* 9. března 1844)
  - Ludwig von Possinger, ministr zemědělství Předlitavska (* 6. ledna 1823)
- 1906 – Kristián IX. dánský král (* 8. dubna 1818)
- 1907
  - Felice Beato, britský fotograf (* 1833)
  - Mizzi Kaspar, jedna z milenek rakouského korunního prince Rudolfa (* 28. září 1864)
- 1912 – Herman Bang, dánský spisovatel (* 20. dubna 1857)
- 1917 – Evelyn Baring, 1. hrabě Cromer, britský státník a diplomat (* 26. února 1841)
- 1918
  - Édouard Chavannes, francouzský sinolog (* 5. října 1865)
  - Alexej Kaledin, ruský carský generál (* 24. října 1861)
- 1922
  - Edwin Eugene Bagley, americký hudební skladatel a dirigent (* 29. května 1857)
  - Eduard Kyrle, rakouský politik a poslanec Říšské rady (* 22. dubna 1854)
- 1926 – Miloslav Francisci, slovenský lékař a hudební skladatel (* 30. dubna 1854)
- 1928 – Douglas Haig, vyšší důstojník britské armády (* 19. června 1861)
- 1930 – Alžběta Františka Rakousko-Toskánská, arcivévodkyně rakouská, hraběnka Waldburg-Zeil (* 27. ledna 1892)
- 1934 – Fritz Haber, německý fyzikální chemik, nositel Nobelovy ceny za chemii (* 9. prosince 1868)
- 1937 – Tadeusz Sikorski, rakouský vysokoškolský pedagog, odborník na vodohospodářské inženýrství (* 22. května 1851)
- 1938
  - Armando Palacio Valdés, španělský spisovatel a literární kritik (* 4. října 1853)
  - Agvan Doržijev, ruský burjatský buddhistický mnich (* 1853)
- 1940 – Nedo Nadi, italský šermíř (* 9. července 1894)
- 1941
  - Matt McGrath, americký trojnásobný olympijský medailista v hodu kladivem (* 18. prosince 1875)
  - Ioannis Metaxas, řecký diktátor a ministr (* 12. dubna 1871)
- 1942
  - Frédéric Plessis, francouzský spisovatel (* 3. února 1851)
  - Ladislav Zavrtal, italsko-český skladatel a dirigent (* 29. září 1849)
- 1943 – Vladimir Kokovcov, premiér Ruského impéria (* 6. dubna 1853)
- 1944 – Marie Alexandra Bádenská, princezna bádenská a hesenská (* 1. srpna 1902)
- 1945 – Gustav Flatow, německý sportovní gymnasta, oběť holocaustu (* 7. ledna 1875)
- 1954 – Edhem Mulabdić, bosenskohercegovský pedagog a spisovatel (* 25. prosince 1862)
- 1955 – Hans Hedtoft, premiér Dánska (* 21. dubna 1903)
- 1962 – Fritz Kreisler, rakouský houslový virtuos a hudební skladatel (* 2. února 1875)
- 1963 – Robert Frost, americký básník a spisovatel (* 26. března 1874)
- 1966 – Ida Christensen, dánská esperantská spisovatelka (* 5. listopadu 1885)
- 1969
  - Allen Dulles, ředitel americké CIA (* 7. dubna 1893)
  - Max Weinreich, americký lingvista narozený na území dnešního Lotyšska (* 22. duben 1894)
- 1970
  - Basil Liddell Hart, britský vojenský teoretik a historik (* 31. října 1895)
  - Arje Ben Eli'ezer, revizionistický sionistický vůdce, člen Irgunu a izraelský politik (* 16. prosince 1913)
- 1975 – Earle Bunker, americký fotograf (* 4. září 1912)
- 1976
  - Jesse Fuller, americký hudebník (* 12. března 1896)
  - Augusto Bergamino, italský fotbalový útočník (* 12. červenec 1898)
  - Veikko Huhtanen, finský reprezentant ve sportovní gymnastice (* 5. června 1919)
- 1977 – Freddie Prinze, americký herec a komik (* 22. června 1954)
- 1980
  - Kornel Filo, slovenský poválečný politik (* 3. března 1901)
  - Jimmy Durante, americký zpěvák, klavírista, komik a herec (* 10. února 1893)
- 1982 – Roger Stanier, kanadský mikrobiolog (* 22. října 1916)
- 1987
  - Sláva Volný, redaktor Svobodné Evropy (* 11. srpna 1928)
  - Pilar Bavorská, jediná dcera prince Ludvíka Ferdinanda Bavorského (* 13. března 1891)
- 1991 – Jasuši Inoue, japonský spisovatel (* 6. května 1907)
- 1992
  - Willie Dixon, americký bluesový hudebník, zpěvák a skladatel (* 1. července 1915)
  - Raisa Soltamuradovna Achmatova, čečenská básnířka (* 30. prosince 1928)
- 1993 – Lars Larsson, švédský atlet (* 17. června 1911)
- 1994
  - Ulrike Maier, rakouská sjezdová lyžařka (* 22. října 1967)
  - Jakobína Sigurðardóttir, islandská spisovatelka (* 8. července 1918)
  - Jevgenij Leonov, sovětský a ruský herec (* 2. září 1926)
- 1996
  - Emanuel Mihálek, slovenský fotbalista (* 20. července 1944)
  - Jamie Uys, jihoafrický filmový režisér a scenárista (* 30. května 1921)
- 2001 – Lê Dung, vietnamská operní zpěvačka (* 5. června 1951)
- 2003
  - Harold Kelley, americký psycholog (* 16. února 1921)
  - Frank Moss, americký politik (* 23. září 1911)
  - I Ju-hjong, jihokorejský fotbalista (* 21. leden 1911)
- 2004
  - O. W. Fischer, rakouský herec (* 1. dubna 1915)
  - Janet Frameová, novozélandská spisovatelka (* 28. srpna 1924)
- 2005
  - Guus Zoutendijk, nizozemský matematik (* 12. září 1929)
  - Ephraim Kishon, židovský spisovatel (* 23. srpna 1924)
- 2006 – Nam June Paik, americký umělec jihokorejského původu (* 20. července 1932)
- 2009 – Hank Crawford, americký saxofonista (* 21. prosince 1934)
- 2012
  - Oscar Luigi Scalfaro, italský politik (* 9. září 1918)
  - Nijaz Duraković, bosenskohercegovský sociolog a bývalý komunistický politik (* 1949)
- 2013 – Butch Morris, americký kornetista (* 10. února 1947)
- 2014 – François Cavanna, francouzský spisovatel (* 22. února 1923)
- 2015
  - Colleen McCulloughová, australská spisovatelka (* 1. června 1937)
  - Israel Yinon, izraelský dirigent (* 11. ledna 1956)
- 2016 – Jacques Rivette, francouzský filmový režisér, herec a filmový kritik (* 1. března 1928)
- 2017
  - Willy Fossli, norský fotbalový záložní (* 8. července 1931)
  - Juraj Andričík, slovenský básník, překladatel a rozhlasový redaktor (* 28. duben 1937)
- 2019
  - Jane Aamund, dánská novinářka a spisovatelka (* 8. listopadu 1936)
  - Egisto Pandolfini, italský fotbalista (* 17. únor 1926)
- 2021
  - Hilton Valentine, anglický hudebník a skladatel (* 21. května 1943)
  - Otto Dov Kulka, izraelský historik (* 16. dubna 1933)
- 2023
  - Krister Kristensson, švédský fotbalový obránce (* 25. července 1942)
  - Dmytro Pavlyčko, ukrajinský básník, politik a aktivista (* 28. září 1929)
- 2025– Richard Williamson, anglický tradicionalistický biskup (* 8. března 1940)

## Svátky

### Česko
- Zdislava, Zdislav, Zdeslava, Zdeslav, Zdík
- Zinaida

### Svět
- Austrálie: Australia Day (je-li pondělí)
- Kansas: Kansas Admission Day (roku 1861)
- Slovensko – Gašpar

### Liturgický kalendář
- Sv. Sulpicius Severus

## Pranostiky

### Česko
- Na Saleského Františka meluzína si často zapíská.

| 29. leden v pražském KlementinuÚdaje jsou platné k 11. 3. 2025. | 29. leden v pražském KlementinuÚdaje jsou platné k 11. 3. 2025. | 29. leden v pražském KlementinuÚdaje jsou platné k 11. 3. 2025. |
| minimum                                                         | denní průměr                                                    | maximum                                                         |
| --------------------------------------------------------------- | --------------------------------------------------------------- | --------------------------------------------------------------- |
| −24,0 °C (1830)                                                 | 0,7 °C (od 1961)                                                | 15,3 °C (2002)                                                  |